# Italian Hockey League
Die Italian Hockey League (IHL) ist eine Eishockeyliga in Italien. Sie ersetzte zur Saison 2017/18 die vorige Serie B. Die Liga umfasst in der Saison 2018/19 zehn Clubs. Die IHL ist die zweithöchste Liga in Italien nach der supranationalen Alps Hockey League beziehungsweise des Meisterschaftswettbewerbs der italienischen AlpsHL-Clubs, der den Namen IHL Serie A (2017/18 IHL Elite) trägt.
Unterhalb der IHL besteht die Italian Hockey League Division I, die die frühere Serie C ersetzte. In der IHL Div.I spielen elf Clubs in zwei regionalen Gruppen.
Die höchste Liga im italienischen Fraueneishockey heißt IHL Women.

## Meister
|         | IHL Serie A   | Italian HL         | IHL Division 1     |
| ------- | ------------- | ------------------ | ------------------ |
| 2017/18 | Rittner Buam  | HC Eppan Pirates   | HC Falcons Brixen  |
| 2018/19 | Rittner Buam  | SV Kaltern         | HC ValpEagle       |
| 2019/20 | Asiago Hockey | Saison abgebrochen | Saison abgebrochen |
| 2020/21 | Asiago Hockey | SV Kaltern         | AHC Toblach        |
| 2021/22 | Asiago Hockey | Hockey Unterland   | HC Valpellice      |
| 2022/23 | SG Cortina    | HCMV Varese Hockey | HC Pine            |
| 2023/24 | Rittner Buam  | Hockey Pergine     | HC Aosta           |
| 2024/25 | SG Cortina    | SV Kaltern         | HC Chiavenna       |